# Snurrkrös
Snurrkrös (Exidia recisa) är en svampart som tillhör familjen Auriculariaceae. Det är en saprofyt, som främst förekommer på död ved av sälg, men även växer på andra lövträd. Snurrkrös förekommer i de meridionala till boreala områdena av Holarktis och kan ses året runt, men särskilt i slutet av vintern.
Arten beskrevs först av Ditmar men fick sitt nuvarande namn av Elias Fries 1822. Enligt Catalogue of Life ingår Snurrkrös i släktet Exidia,  och familjen Auriculariaceae, men enligt Dyntaxa är tillhörigheten istället släktet Exidia, och familjen Exidiaceae. Snurrkrös är reproducerande i Sverige. Det finns inga underarter listade i Catalogue of Life.

## Egenskaper

### Makroskopiska egenskaper
Smurrkrös bildar gallformade fruktkroppar som skaftas i det unga stadiet. Senare växer de till snurror eller lätt skålformade fruktkroppar, där stjälken blir konformad och hymenium plattare upptill. De något glänsande basidiokarperna (fruktkropparna) blir cirka 2,5 cm höga och breda. Till en början är de gulbruna, men kan bli ljusare genom urlakning och mörkare (till svartbruna) genom torkning. Kanten på toppen är lätt räfflad. Toppen är slät till en början och blir sedan rundad. Sporavtrycket är vitt.

### Mikroskopiska egenskaper
Svampen har ett monomitiskt hyfsystem och består endast av generativa hyfer. De är cylindriska, färglösa, genomskinliga och kan inte färgas med jodlösning. Basidierna är ellipsoida, septerade och 8–15 × 6–10 µm stora. Sporerna är korvformade och mäter 14–15 × 3–3,5 µm.

## Habitat och utbredning
Exidia recisa är en vedruttnande art, som vanligtvis finns på döda kvistar och grenar. Den registrerades ursprungligen på pil och förekommer oftast på detta substrat, även om den också har rapporterats på alsläktet, och Plommonsläktet-arter. Exidia recisa bildar fruktkroppar vanligtvis på hösten och vintern. Den är allmänt spridd i Europa, men dess utbredning på andra håll är osäker eftersom den först nyligen har särskiljts från morfologiskt liknande arter i Nordamerika och Asien. Baserat på DNA-sekvensering sägs det finnas i Nordamerika såväl som den vanligare E. crenata.

### Noter

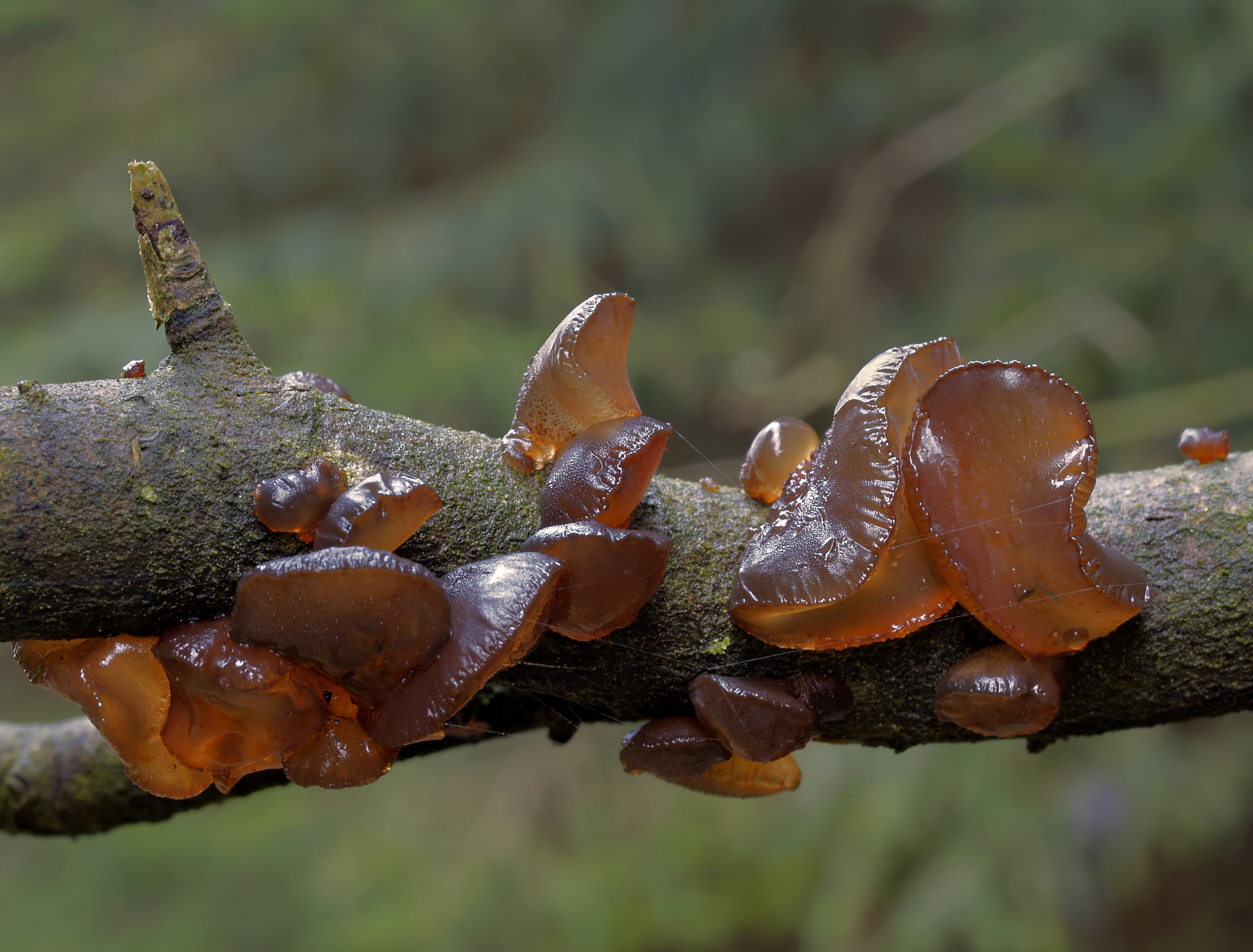
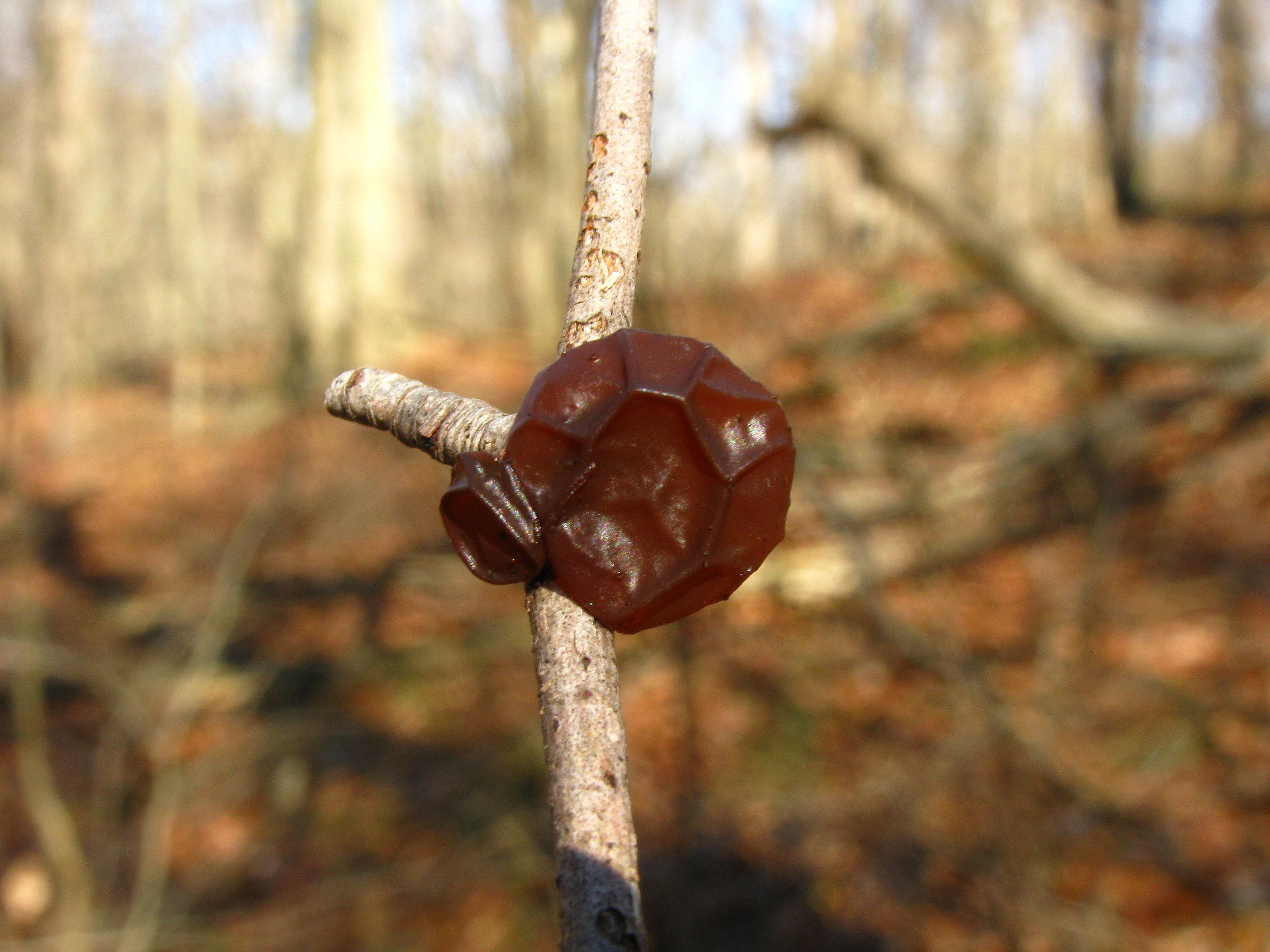
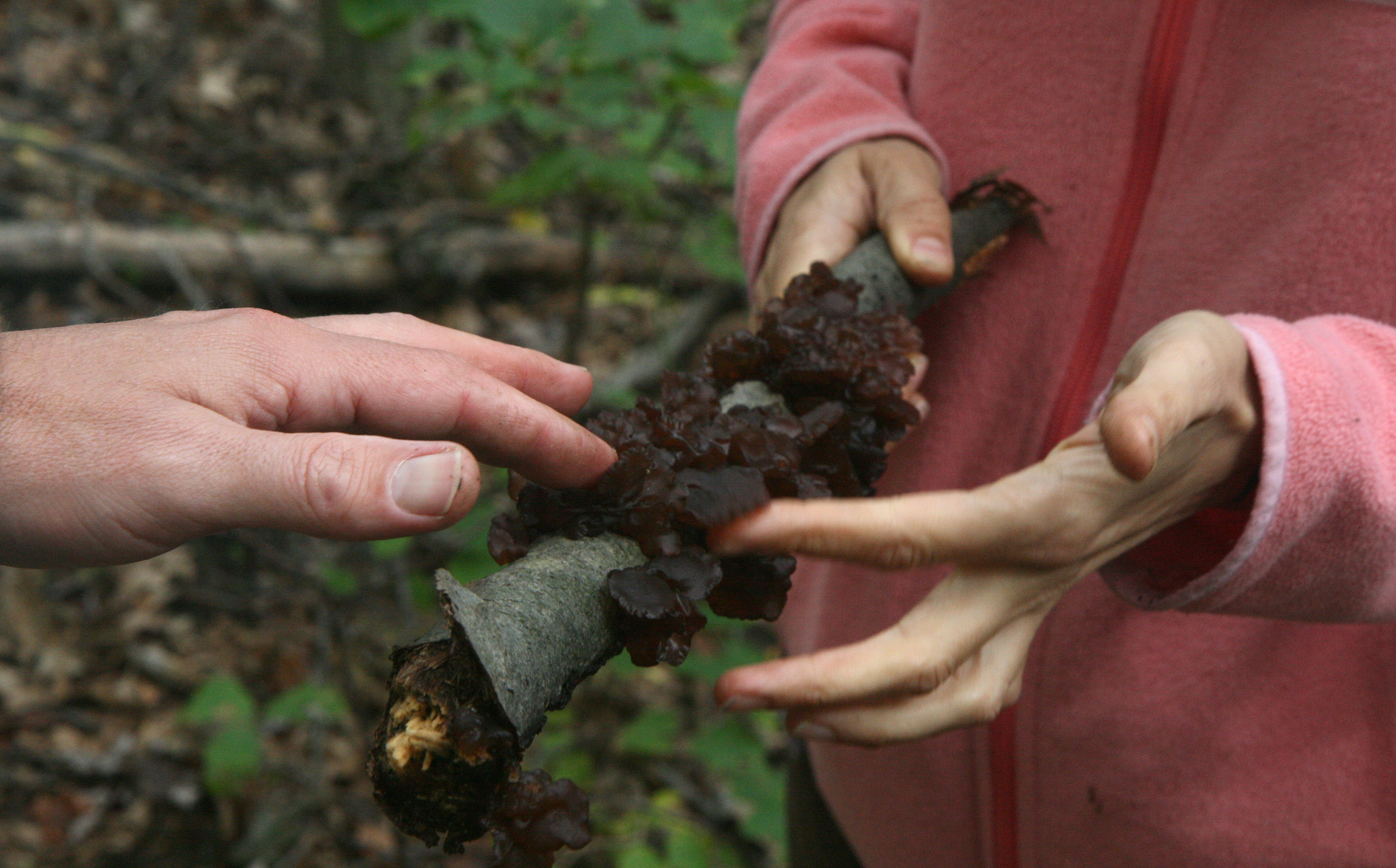
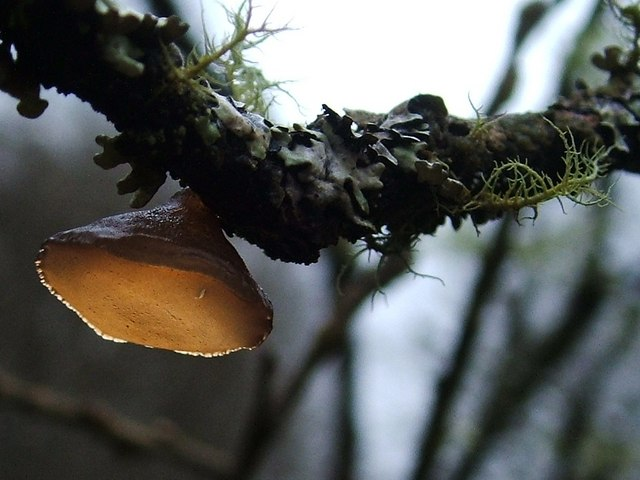
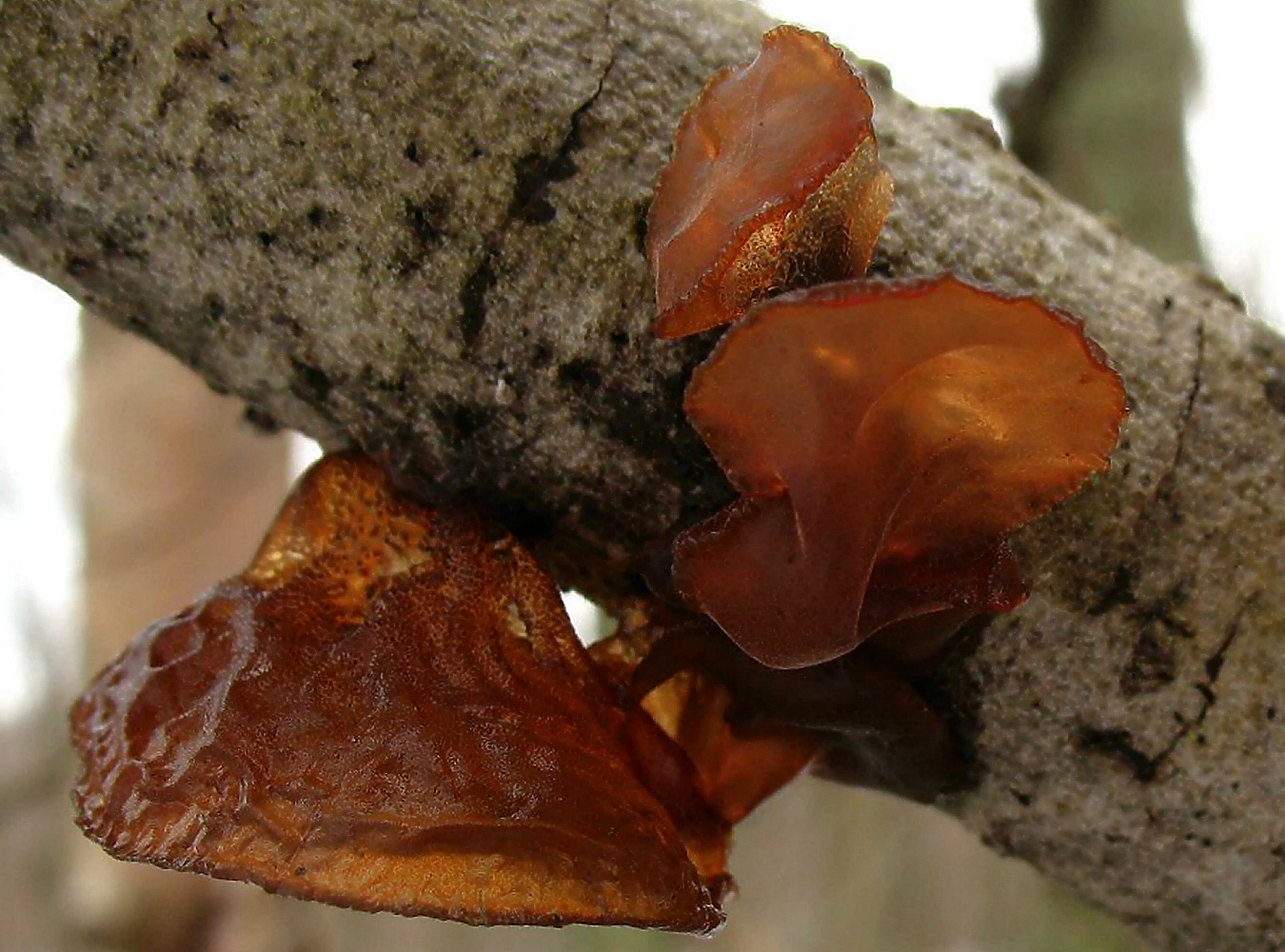
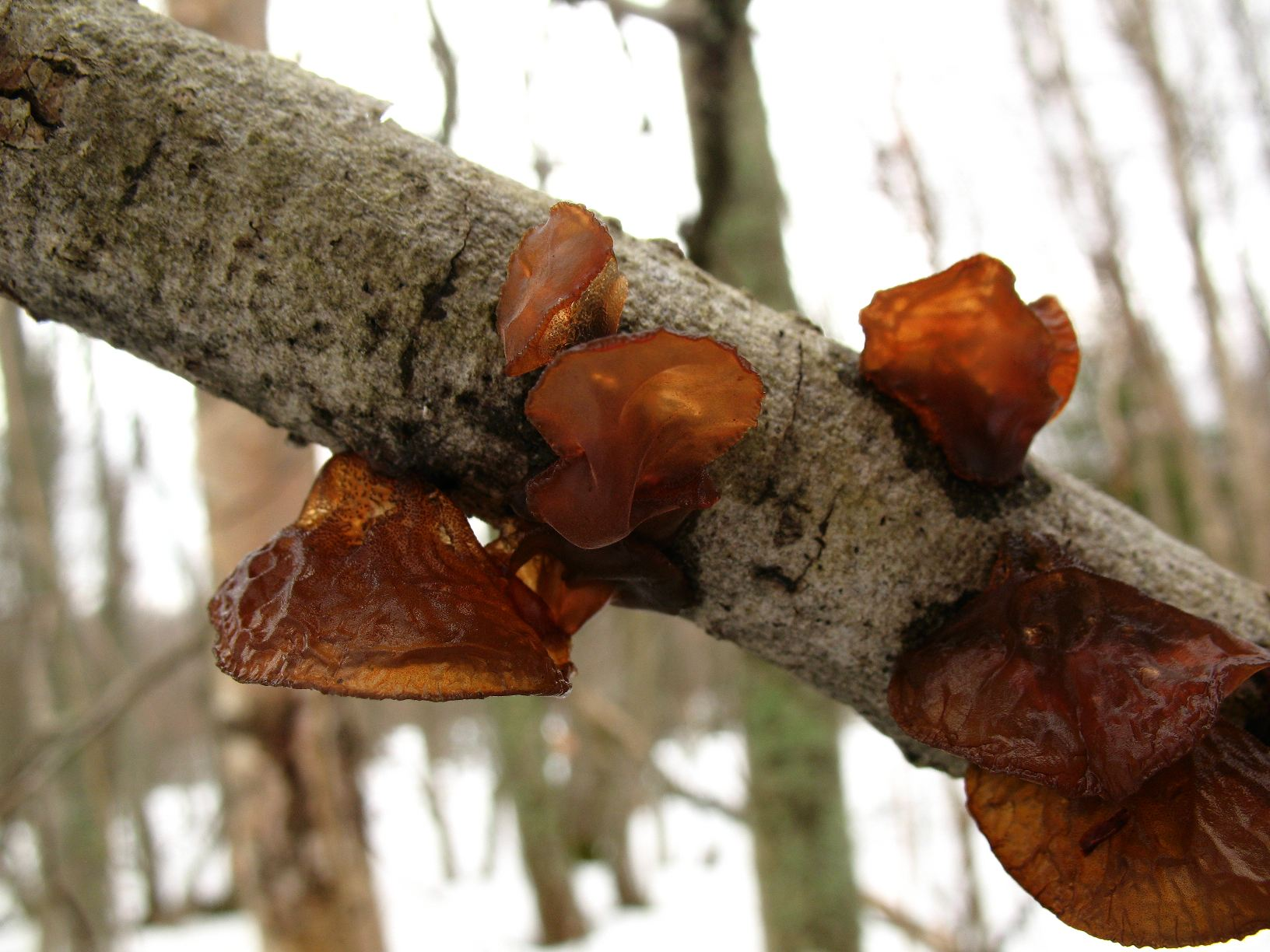
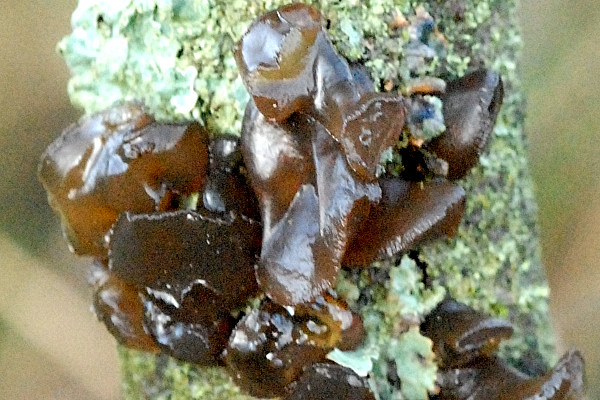